# 苏联中央统计局
苏联中央统计局是苏联政府的统计机构，成立于1918年，原隶属于苏联国家计划委员会，参与了苏联多次人口普查，1987年升格成为苏联国家统计委员会。1991年后成为俄罗斯联邦国家统计局。